# Ånge kyrka
Ånge kyrka en kyrkobyggnad som tillhör Borgsjö-Haverö församling i Härnösands stift. Kyrkan ligger i järnvägssamhället Ånge vid Ljungans och Ångesjöns strand.

## Kyrkobyggnaden
Kyrkan uppfördes 1957-1958 av Byggnadsfirman J.B. Månsson & Son, Svenstavik, efter ritningar av arkitekt Johan Thomé. 23 november 1958 invigdes kyrkan av domprost David Lindquist. Byggnaden, som har vitputsade fasader och plåttäckt tak, inrymmer kyrka och församlingslokaler. I kyrkorummets bakre del finns en "kyrksal" bakom glasdörrar.
Utanför kyrkan står en rödmålad klockstapel av trä. Stapelns spetsiga sadeltak är klätt med kopparplåt och har en spira på mitten.

## Inventarier
- Altartavlan är en textilvävnad utförd av Folke Heybroeck. Dess titel och motiv är "Andeutgjutelse".
- En väggtextil med korsmotiv är gjord av Ulrika Lönnå.

### Orgel
Den nuvarande orgeln byggdes 1961 av Grönlunds Orgelbyggeri, Gammelstad. Orgeln är mekanisk med slejflådor. Den har ett tonomfång på 56/30. Fasaden är samtida med orgeln.
| Huvudverk I      | Bröstverk II      | Pedal            | Koppel |
| Rörflöjt 8'      | Gedackt 8´        | Subbas 16´       | I/P    |
| Principal 4'     | Rörflöjt 4'       | Gedacktpommer 8´ | II/P   |
| Spetsflöjt 4'    | Principal 2'      | Kvintadena 4'    | II/I   |
| Waldflöjt 2'     | Cymbel II         |                  |        |
| Mixtur III-IV 2' | Krumhorn 8'       |                  |        |
|                  | Tremulant         |                  |        |
|                  | Crescendosvällare |                  |        |

### Webbkällor
- Ånge kommun
- Bodil Mascher: Restaurering av klockstapeln, Ånge kyrka, Länsmuseet Västernorrland